# Exocelina gapa
Exocelina gapa är en skalbaggsart som först beskrevs av Watts 1978.  Exocelina gapa ingår i släktet Exocelina och familjen dykare. Inga underarter finns listade i Catalogue of Life.